# Dolichopeza (Oropeza) satsuma
Dolichopeza (Oropeza) satsuma is een tweevleugelige uit de familie langpootmuggen (Tipulidae). De soort komt voor in het Palearctisch gebied.